# گروه گارتمور
گروه گارتمور (انگلیسی: Gartmore Group) شرکت مدیریت سرمایه‌گذاری بریتانیایی است، که در سال ۱۹۶۹ تأسیس شد.